# Педро Пичардо
Педро Пабло Пичардо (шп. Pedro Pablo Pichardo; Сантијаго де Куба, 30. јун 1993) је кубански атлетичар, специјалиста за троскок.

## Биографија
На првом великом такмичењу Првенству Средње Америке и Кариба за јуниоре у јулу 2012, победио је са резултатом 16,40 м и пласирао се за Светско јуниорско првенство у Барселони, одржано истог месеца. Победио је са новим личним рекордом 16,79 који испред Артема Примака и Latario Collie-Minns са Бахама. Његов резултат био је најбољи на свету у 2012. у јуниорској конкуренцији.
У фебруару 2013, Педро Пичардо први пут прескаче 17 метара постигавши 17,16 м (без ветра) у Хавани. Почетком јуна, поново у Хавани, поставља нови лични рекорд 17,69 м што је у том тренутку био најбољи резултат на свету у сениорској конкуренцији.,
Дана 18. августа 2013, на Светском првенству у атлетици у Москви био је другопласирани иза Теди Тамга из Француске, скоком од 17,68 м.
| Год.                   | Такмичење                    | Место             | Плас.           | Рез.            |                 |
| Представља Кубу        | Представља Кубу              | Представља Кубу   | Представља Кубу | Представља Кубу | Представља Кубу |
| ---------------------- | ---------------------------- | ----------------- | --------------- | --------------- | --------------- |
| 2012                   | Светско првенство за јуниоре | Барселона Шпанија |                 | 16,79           |                 |
| 2013                   | Светско првенство            | Москва Русија     |                 | 17,68           |                 |
| 2014                   | Светско првенство у дворани  | Сопот Пољска      |                 | 17,24           |                 |
| 2015                   | Светско првенство            | Пекинг, Кина      |                 | 17,73           |                 |
| Представља Португалију |                              |                   |                 |                 |                 |
| 2019                   | Светско првенство            | Доха, Катар       | 4.              | 17,62           |                 |
| 2021                   | Европско првенство у дворани | Торуњ, Пољска     |                 | 17,30           |                 |

## Лични рекорди
| Дисциплина | Дисциплина   | Резултат | Место  | Датум             |
| ---------- | ------------ | -------- | ------ | ----------------- |
| Троскок    | на отвореном | 18,08 м  | Хавана | 28. мај 2015.     |
| Троскок    | у дворани    | 17,32 м  | Праг   | 25. фебруар 2014. |